# Jorge Betancourt
Jorge Betancourt García (* 13. Februar 1982 in Matanzas) ist ein kubanischer Wasserspringer. Er startet im Kunstspringen vom 1-m- und 3-m-Brett und im 3-m-Synchronspringen.
Betancourt nahm bislang an zwei Olympischen Spielen teil. 2004 in Athen erreichte er Rang 21 vom 3-m-Brett und wurde mit Erick Fornaris Vierter im 3-m-Synchronspringen. 2008 in Peking wurde er 19. vom 3-m-Brett.
Bei Schwimmweltmeisterschaften erreichte er seine beste Platzierung im Einzel 2007 in Melbourne, als er vom 3-m-Brett Elfter wurde. Im 3-m-Synchronspringen ist sein bestes Ergebnis ein fünfter Platz mit Fornaris 2005 in Montreal.
Bei den Panamerikanischen Spielen 2003 und 2007 gewann er mit Fornaris jeweils Silber im 3-m-Synchronspringen.